# Bosque mixto de Anatolia
El bosque mixto de Anatolia es una ecorregión de la ecozona paleártica, definida por WWF, que se encuentra en el oeste de Turquía.

## Descripción
Es una ecorregión de bosque mediterráneo que ocupa 86.300 kilómetros cuadrados en la zona montañosa del oeste de Anatolia.

## Geografía
La ecorregión cubre las montañas y mesetas del suroeste de Turquía. Al oeste, la ecorregión de bosques esclerófilos y mixtos del Egeo y Turquía occidental cubre las estribaciones y las llanuras costeras a lo largo del mar Egeo. En el norte, las coníferas de Anatolia y los bosques caducifolios se extienden hasta la orilla sur del Mar de Mármara. En el noreste, la ecorregión pasa a los bosques de hoja ancha Euxine-Colchic más húmedos y templados. Al este se encuentra Anatolia central, que tiene un clima más seco y continental, y alberga bosques de coníferas, bosques secos de hoja caduca y estepas. La conífera montana del sur de Anatolia y los bosques caducifolios ocupan las montañas Tauro en el sur y sureste.
El pico más alto es Uludağ (2543 m), al sur del Mar de Mármara. Kazdağı (Monte Ida) se encuentra en el noroeste, cerca de la costa del mar Egeo. Otras cadenas montañosas incluyen las montañas Sündiken en el noreste y las montañas Boz y las montañas Aydin en el suroeste.
Los ríos Büyük Menderes y Gediz se originan en la parte central de la ecorregión y fluyen hacia el oeste para desembocar en el Egeo. La parte norte-central de la ecorregión está drenada por el río Simav, que desemboca hacia el norte en el Mar de Mármara. El río Sakarya y sus afluentes drenan el noreste. La parte sureste de la ecorregión incluye varias cuencas cerradas que desembocan en lagos salinos o de soda, incluidos el lago Burdur, el lago Acıgöl y el lago Işıklı.

## Clima
La ecorregión tiene un clima mediterráneo, con veranos calurosos y secos e inviernos lluviosos. La precipitación media anual generalmente oscila entre 400 y 600 mm. El clima varía de este a oeste y de norte a sur. Los inviernos son más templados y las precipitaciones son generalmente más altas donde la influencia climática del Mar Mediterráneo es más fuerte, y mientras que las partes este y norte de la ecorregión más cercanas a Anatolia Central tienen un clima más continental, con inviernos más fríos y menos precipitaciones.

## Flora
Las comunidades de plantas predominantes en la ecorregión son bosques de pinos y árboles de hoja caduca, principalmente robles.
Los bosques de pino turco (Pinus brutia) se encuentran en las estribaciones occidentales y en las depresiones del interior. El pino turco es un árbol característico de los bosques mediterráneos de las tierras bajas del oeste de Turquía. Los bosques de Pinus brutia incluyen los robles Quercus cerris, Q. ithaburensis ssp. macrolepis y Q. coccifera.
El pino negro de Anatolia (P. nigra ssp. pallasiana) está más extendido, particularmente en el este más seco y por encima de los 1000 metros de altura. Los rodales puros son comunes por encima de los 1000 metros de altura, y los bosques dispersos de pino negro y enebro de Anatolia se encuentran en elevaciones altas cerca de la línea de árboles. Por debajo de los 1000 metros de altitud, el pino negro de Anatolia se encuentra en bosques mixtos con P. brutia, Quercus spp. y Juniperus spp. En las montañas orientales, a unos 1000 metros de altitud, se encuentran rodales mixtos de P. nigra, Quercus cerris, Q. pubescens y Q. robur subsp. robur también incluyen muchas plantas típicas de la estepa de Anatolia, como Pyrus elaeagrifolia, Prunus spinosa, Crateagus spp., y arbustos y plantas herbáceas.
Los robles se encuentran en bosques de pinos y como árbol dominante en algunas áreas. Quercus cerris es el más extendido de los robles. Otros robles son Q. pubescens, especialmente en bordes esteparios y en sitios degradados, y Q. ithaburensis subsp. macrolepis, Q. trojana, Q. robur subsp. robur y Q. frainetto.
En áreas húmedas, particularmente a lo largo de arroyos y en las montañas al sur del Mar de Mármara, los robles forman bosques mixtos con otros árboles de hoja caduca, incluyendo carpe oriental (Carpinus orientalis), castaño dulce (Castanea sativa), Juglans regia y haya oriental (Fagus orientalis), junto con el abeto turco (Abies bornmuelleriana o Abies nordmanniana subsp. bornnmuelleriana) en Uludağ. El abeto de Troya (Abies equi-trojani o Abies nordmanniana subsp. equi-trojani) es endémico de Kaz Dağı (Monte Ida), donde cubre 282,5 ha en formaciones puras y 3309 ha mezcladas con pino negro de Anatolia y haya oriental.

## Fauna
La fauna es muy rica, con especies como el oso pardo (Ursus arctos) y el lobo (Canis lupus). Los corzos (Capreolus capreolus) están más extendidos.

## Estado de conservación
En peligro crítico. Las principales amenazas son la tala y el turismo.

## Áreas protegidas
Las áreas protegidas en la ecorregión incluyen el Parque Nacional Manyas Bird Paradise, el Parque Nacional Uludağ, el Parque Nacional Kazdağı, el Parque Nacional Histórico de Troy, la Reserva Natural Gürgendağı, la Reserva Natural Vakıf Çamlığı y la Reserva Natural Dandindere.
El Parque Nacional Kazdağı y la Reserva Natural Gürgendağ se encuentran en Kazdağı (Monte Ida) en el noroeste. El parque nacional alberga 800 especies de plantas, 68 de las cuales son endémicas de Turquía y 31 de las cuales son endémicas de la montaña.